# Ginástica artística nos Jogos Pan-Americanos de 2011 - Barras paralelas
A competição das barras paralelas masculino foi um dos eventos da ginástica artística nos Jogos Pan-Americanos de 2011. Foi disputada no Complexo Nissan de Ginástica no dia 28 de outubro.

## Calendário
Horário local (UTC-6).
| Data          | Horário | Fase  |
| ------------- | ------- | ----- |
| 28 de outubro | 14:10   | Final |

## Medalhistas
| Ouro  | MEX Daniel Corral                                       |
| Prata | COL Jorge Hugo Giraldo PUR Luis Vargas USA Paul Ruggeri |

## Resultados

### Qualificação
Um máximo de dois ginastas por país puderam se classificar a final, podendo haver substituição se requerido pela delegação.
| Pos.     | Ginasta            | País               | Total  | Obs. |
| -------- | ------------------ | ------------------ | ------ | ---- |
| 1        | Daniel Corral      | MEX México         | 15.350 | Q    |
| 2        | Jorge Hugo Giraldo | COL Colômbia       | 14.900 | Q    |
| 3        | Sho Nakamori       | USA Estados Unidos | 14.600 | Q    |
| 4        | Sérgio Sasaki      | BRA Brasil         | 14.550 | Q    |
| 5        | Jossimar Calvo     | COL Colômbia       | 14.500 | Q    |
| 6        | Paul Ruggeri       | USA Estados Unidos | 14.450 | Q    |
| 7        | Carlos Campaña     | CUB Cuba           | 14.350 | Q    |
| 8        | Tomás González     | CHI Chile          | 14.300 | Q    |
| Reservas |                    |                    |        |      |
| 9        | Luis Vargas        | PUR Porto Rico     | 14.300 | R    |
| 10       | Javier Cervantes   | MEX México         | 14.200 | R    |
| 11       | Petrix Barbosa     | BRA Brasil         | 14.200 | R    |

### Final
| Pos.             | Ginasta                | Nota D | Nota E | Pen. | Total  |
| ---------------- | ---------------------- | ------ | ------ | ---- | ------ |
| Medalha de ouro  | MEX Daniel Corral      | 6.300  | 9.225  |      | 15.525 |
| Medalha de prata | COL Jorge Hugo Giraldo | 6.100  | 8.725  |      | 14.825 |
| Medalha de prata | PUR Luis Vargas        | 5.700  | 9.125  |      | 14.825 |
| Medalha de prata | USA Paul Ruggeri       | 6.300  | 8.525  |      | 14.825 |
| 5                | BRA Sérgio Sasaki      | 5.800  | 9.000  |      | 14.800 |
| 6                | CUB Carlos Campaña     | 6.000  | 8.400  |      | 14.400 |
| 7                | COL Jossimar Calvo     | 5.800  | 7.800  |      | 13.600 |
| 8                | USA Sho Nakamori       | 5.700  | 7.775  |      | 13.475 |